# 哈得逊 (怀俄明州)
哈得逊（英語：Hudson），是美国怀俄明州弗里蒙特县（Fremont）下属的一座城市。该市的人口在2000年为407人，2010年有458，2011年则估计有463人。